# СКА-Хабаровск-2
«СКА-Хабаровск-2» — российский футбольный клуб из Хабаровска, фарм-клуб (молодёжная команда) «СКА-Хабаровска». Выступает во Второй лиге первенства России.

## История
Клуб «СКА-Хабаровск-2» был образован в 2021 году и был заявлен на сезон 2021/22 в ФНЛ-2. Главным тренером стал Алексей Поддубский, ранее возглавлявший основную команду. После того как Поддубский вернулся на должность главного тренера основной команды вместо ушедшего в «Химки» Сергея Юрана, исполняющим обязанности главного тренера «СКА-Хабаровска-2» стал Игорь Протасов, которого позднее сменил Георгий Бычков. В октябре 2022 года команду возглавил Юрий Шпирюк.
Домашний стадион — имени В. И. Ленина. В августе — сентябре 2022 года в связи с укладкой нового искусственного газона на стадионе в Хабаровске несколько домашних матчей команда провела на стадионе «Спартак» в Южно-Сахалинске.

### Скандал с договорным матчем
26 апреля 2023 года КДК РФС вынес решение о пожизненной дисквалификации (отстранении от любой футбольной деятельности) двух игроков «СКА-Хабаровска-2» Дениса Деркунского и Руслана Пидлисняка, участвовавших в организации договорного матча «Салют» (Белгород) — «СКА-Хабаровск-2», который прошёл в октябре 2022 года и завершился со счётом 3:1 в пользу «Салюта». Аналогичный вердикт был вынесен в отношении трёх представителей ФК «Ессентуки» (двух футболистов и начальника команды), также участвовавших в сговоре. РФС было установлено, что представители «Ессентуков» встречались в Белгороде с игроками хабаровской команды. Четверо активно сотрудничавших со следствием игроков хабаровской команды (Матвей Трощенков, Иван Коршунов, Олег Коротков и Дмитрий Кумсаров) избежали пожизненной дисквалификации. Характер противоправных действий был связан со ставками в азиатских букмеркерских конторах.
ФК «СКА-Хабаровск» в официальном заявлении заявил о проводившемся собственном расследовании, по результатом которого контракты со всеми причастными к сговору игроками были расторгнуты в конце 2022 года. По словам Пидлисняка, не принимавшего участия в матче в Белгороде (и переставшего попадать в состав ещё ранее), сотрудники клуба несколько раз проходили проверку на полиграфе. Также, по его словам, доказательств своей причастности к сговору ему не были предоставлены, а вердикт, который он собирается обжаловать, был вынесен на основании слов других людей.

## Статистика выступлений
| Сезон   | Лига                                | Лига                                          | Место    | И  | В | Н | П  | Мячи  | О  | Примечания                  |
| ------- | ----------------------------------- | --------------------------------------------- | -------- | -- | - | - | -- | ----- | -- | --------------------------- |
| 2021/22 | ФНЛ-2, группа 3                     | первый этап, подгруппа 1                      | 11 из 22 | 20 | 8 | 5 | 7  | 29-23 | 29 | 5-е место из 11             |
| 2021/22 | ФНЛ-2, группа 3                     | второй этап, подгруппа «А» (за 1—12-е места)  | 11 из 22 | 12 | 0 | 5 | 7  | 4-16  | 17 | старт с 8-го места          |
| 2022/23 | Вторая лига, группа 3               | первый этап, подгруппа 2                      | 19 из 24 | 22 | 5 | 5 | 12 | 25-38 | 20 | 10-е место из 12            |
| 2022/23 | Вторая лига, группа 3               | второй этап, подгруппа «Б» (за 13—24-е места) | 19 из 24 | 12 | 5 | 3 | 4  | 15-11 | 29 | старт с 10-го (22-го) места |
| 2023    | Вторая лига, дивизион «Б», группа 3 | Вторая лига, дивизион «Б», группа 3           | 8 из 18  | 17 | 8 | 1 | 8  | 30-29 | 25 |                             |
| 1.      |                                     |                                               |          |    |   |   |    |       |    |                             |

В структуре ФК «СКА-Хабаровск» есть также команда «СКА-Хабаровск-М», с 2002 года принимающая участие в первенстве России среди любителей, в зоне «Дальний Восток» (носила также названия «СКА-Энергия-2», «СКА-Энергия-М»)
В сезоне 2017/18, когда главная команда клуба играла в премьер-лиге, имелась также команда-участница молодёжного первенства России.

## Главные тренеры
- июль 2021 — февраль 2022: Алексей Поддубский
- март — апрель 2022: Игорь Протасов (и. о.)
- апрель — октябрь 2022: Георгий Бычков
- с ноября 2022: Юрий Шпирюк (в октябре — ноябре — и. о.)

## Текущий состав
| №  |             | Поз. | Имя                   | Год рождения |
| -- | ----------- | ---- | --------------------- | ------------ |
| 46 | Флаг России | Вр   | Артём Паневин         | 2004         |
| 75 | Флаг России | Вр   | Владимир Цапурин      | 2003         |
| 78 | Флаг России | Вр   | Ислан Имамов*         | 2001         |
| 80 | Флаг России | Вр   | Захар Бадюк           | 2005         |
| 90 | Флаг России | Вр   | Виталий Свяченовский* | 2005         |
|    |             |      |                       |              |
| 2  | Флаг России | Защ  | Евгений Гусаков       | 2004         |
| 3  | Флаг России | Защ  | Ярослав Гребёнкин     | 2003         |
| 13 | Флаг России | Защ  | Рустам Сосранов*      | 1994         |
| 34 | Флаг России | Защ  | Матвей Трощенков      | 2003         |
| 55 | Флаг России | Защ  | Артём Быков*          | 2004         |
| 64 | Флаг России | Защ  | Даниил Спесивцев      | 2004         |
| 68 | Флаг России | Защ  | Василий Илик*         | 2001         |
| 72 | Флаг России | Защ  | Дмитрий Ращупкин      | 1994         |
| 74 | Флаг России | Защ  | Егор Пигаев*          | 2002         |
| 82 | Флаг России | Защ  | Платон Верещак        | 2003         |
|    |             |      |                       |              |
| 6  | Флаг России | ПЗ   | Ильяс Муминов*        | 2001         |
| 15 | Флаг России | ПЗ   | Даниил Григорьев*     | 2002         |
| 24 | Флаг России | ПЗ   | Заур Лазаров          | 2005         |
| 27 | Флаг России | ПЗ   | Егор Абрамов          | 2005         |
| 28 | Флаг России | ПЗ   | Владислав Караханян   | 2006         |

| №  |             | Поз. | Имя                 | Год рождения |
| -- | ----------- | ---- | ------------------- | ------------ |
| 30 | Флаг России | ПЗ   | Михаил Наумов*      | 2001         |
| 37 | Флаг России | ПЗ   | Давид Болатаев      | 2005         |
| 44 | Флаг России | ПЗ   | Андрей Анисимов*    | 2000         |
| 47 | Флаг России | ПЗ   | Рустам Шабанов      | 2003         |
| 63 | Флаг России | ПЗ   | Максим Зайков*      | 2005         |
| 67 | Флаг России | ПЗ   | Дмитрий Ли-Са       | 2003         |
| 79 | Флаг России | ПЗ   | Андрей Путилов      | 2003         |
| 87 | Флаг России | ПЗ   | Артур Копылов*      | 2007         |
| 88 | Флаг России | ПЗ   | Илья Чапкын         | 2002         |
| 91 | Флаг России | ПЗ   | Александр Маковей   | 2001         |
| 97 | Флаг России | ПЗ   | Владислав Мягков    | 2002         |
| 98 | Флаг России | ПЗ   | Леонид Ващенко*     | 2001         |
| 99 | Флаг России | ПЗ   | Роман Слепухин      | 2001         |
|    |             |      |                     |              |
| 10 | Флаг России | Нап  | Владислав Никифоров | 1989         |
| 21 | Флаг России | Нап  | Овик Галаян         | 2005         |
| 23 | Флаг России | Нап  | Степан Бурдаков*    | 2005         |
| 33 | Флаг России | Нап  | Владислав Зых       | 2005         |
| 66 | Флаг России | Нап  | Астемир Шашкулов    | 2005         |
| 76 | Флаг России | Нап  | Герман Парфёнов*    | 2006         |

* Также находится в заявке команды Первой лиги «СКА-Хабаровск».

### Тренерский штаб
- Юрий Шпирюк — главный тренер
- Марат Хозиев — старший тренер
- Андрей Молчанов — тренер по физической подготовке
- Андрей Мишкевич — тренер по работе с вратарями